# Edgar Denis
Edgar Denis (Asunción, 11 dicembre 1969) è un ex calciatore paraguaiano, di ruolo attaccante.